# Lubomino
Lubomino (niem. Arnsdorf) – wieś gminna w Polsce, położona w północno-wschodniej Warmii, w województwie warmińsko-mazurskim, w powiecie lidzbarskim, w gminie Lubomino.
W latach 1954–1972 wieś należała i była siedzibą władz gromady Lubomino. W latach 1975–1998 miejscowość administracyjnie należała do województwa olsztyńskiego.
Wieś znajduje się w historycznym regionie Warmia.
Miejscowość jest siedzibą gminy Lubomino.
We wsi jest przystanek kolejowy Lubomino.

## Historia
Wieś lokowana 12 sierpnia 1308 roku przez biskupa warmińskiego Eberharda z Nysy nosiła początkowo nazwę Cuditen. Została przekazana bratu biskupa – Arnoldowi. Jej nazwa została zmieniona na Arnoldsdorf, a następnie na Arnsdorf. Arnold był pierwszym sołtysem w Cuditen. Otrzymał 10 włók ziemi. 6 włók dostała parafia św. Katarzyny utworzona w tym samym roku. Uroczystość nadania lokacji odbyła się w katedrze fromborskiej.
Wieś uległa zniszczeniu w wojnie polsko krzyżackiej w latach 1519–1521, ale już w połowie XVI wieku została zagospodarowana ponownie, a jej lokacja została potwierdzona przez biskupa Maurycego Ferbera, który nadał miejscowości 120 włók. Tym samym stała się ona największą wsią na Warmii.
Obecna nazwa została administracyjnie zatwierdzona 12 listopada 1946.

## Zabytki
Kościół parafialny pw. św. Katarzyny wybudowano w latach 1340–1370. Jest to duża budowla salowa. Wieża została podwyższona w 1480 r. Jej górna kondygnacja o ośmiobocznym przekroju jest wzorowana na wieży farnej w Ornecie, pięciokondygnacyjna, nakryta hełmem ostrosłupowym ściętym. Kościół został spalony w 1807 roku. Podczas odbudowy przebudowana została nawa główna, nad tylnym wolutowym szczytem znajduje się latarenka, naroże przypory z pinaklami. Ściany są podzielone naprzemiennie oknami i blendami. Wewnątrz jednonawowa, kryta stropem o skromnym wyposażeniu pochodzącym z kilku wieków. W 1816 roku do kościoła przeniesiono barokowe ołtarze (z I połowy XVII wieku) pochodzące z -dawnego kościoła jezuitów w Braniewie. W skarbcu znajduje się manierystyczna monstrancja z Piotraszewa (wykonana w 1637 roku, złotnik podpisał się "PA").
Przy drodze do Dobrego Miasta znajduje się kaplica św. Rocha wybudowana w 1617 r., jako wotum dziękczynne. Jej fundatorem był Szkot John Mayor. Kaplica została zniszczona w 1945 i odbudowana w 1958 r.
We wsi są liczne kapliczki z XVIII, XIX i XX wieku oraz zabytkowe budynki (nr 4, 38).